# نيفيا
نيفيا (بالإنجليزية: Nivea)‏ هي علامة تجارية لمنتجات العناية بالبشرة والجسم مملوكة لشركة بايرسدورف الألمانية، وتعتبر أكثر شركات العناية ربحاً في العالم. تأسست الشركة عام 1911، وبدأت بتطوير كريم مستحلب للجلد. وخلال الثلاثينيات من القرن الماضي، بدأت بايرسدورف بإنتاج منتجات مثل كريمات الحلاقة، الشامبوات وكريمات الجلد. وقد انتشرت العلامة التجارية نيفيا بسرعة حول العالم بعد الحرب العالمية الثانية.
الاسم نيفيا مشتق من من الكلمة اللاتينية (niveus) ويعني أبيض ثلجي.
وضع تقرير انتربراند الصادر عام 2011 شركة نيفيا ضمن أفضل 100 علامة تجارية عالمياً. في نفس العام كذلك، تصدرت نتائج إستطلاع الرأي لأفضل علامة تجارية موثوقية خلال الخمسة سنوات الأخيرة، والذي تجريه مجلة رديرز دايجست سنوياً، حيث وضعها المستطلع آراءهم على رأس القائمة في 15 من بين 16 دول أجري فيها الإستطلاع.

## الخلافات
في عام 2011، تم تغريم نيفيا بمبلغ 900000 دولار من قبل لجنة التجارة الفيدرالية الأمريكية لادعائها بشكل مضلل بأنه يمكن للمستهلكين خسارة القليل من وزنهم الزائد عند استخدام كريم (NIVEA My Silhouette) بانتظام على البشرة. في العام نفسه، نشرت نيفيا خريطة العالم على موقعها على شبكة الإنترنت بدون أن تظهر فيها إسرائيل.

## وصلات خارجية
- الموقع الرسمي
- نيفيا في بايرسدورف